# Liste der Mitglieder des Landtags des Herzogtums Sachsen-Altenburg (1883–1885)
Diese Liste gibt einen Überblick über alle Mitglieder des Landtages des Herzogtums Sachsen-Altenburg von 1883 bis 1885.

## Allgemeines
Die Abgeordneten wurden gemäß dem Wahlgesetz vom 31. Mai 1870 bestimmt. Der Landtag bestand danach aus 30 direkt gewählten Abgeordneten: Neun Abgeordnete wurden von der Stadtbevölkerung, zwölf von der Landbevölkerung und neun von den Höchstbesteuerten gewählt. Das passive Wahlrecht hatte jeder steuerpflichtige männliche Staatsbürger, der das 25. Lebensjahr erreicht hat. Die Abgeordneten wurden für drei Jahre gewählt.

## Liste
| Name                                                             | Kurie            | Wahlbezirk      |                        | Beschreibung                              |
| ---------------------------------------------------------------- | ---------------- | --------------- | ---------------------- | ----------------------------------------- |
| Gustav Oßwald                                                    | Höchstbesteuerte | 1               | Altenburg              | Oberbürgermeister                         |
| Hermann Donath                                                   | Höchstbesteuerte | 2               | Schmölln               | Fabrikbesitzer, Kommerzienrat             |
| Arno Kröber                                                      | Höchstbesteuerte | 3               | Kauerndorf             | Rentier                                   |
| Julius Petzold                                                   | Höchstbesteuerte | 4               | Dippelsdorf            | Gutsbesitzer                              |
| von Thümmel                                                      | Höchstbesteuerte | 5               | Dresden                | Rittergutsbesitzer, Geheimrat             |
| Julius Stöhr                                                     | Höchstbesteuerte | 6               | Altenburg              | Gutsbesitzer                              |
| Eduard Burger                                                    | Höchstbesteuerte | 7               | Eisenberg              | Rechtsanwalt                              |
| Franz Leyn                                                       | Höchstbesteuerte | 8               | Eisenberg              | Rentier                                   |
| Alexander Wolfgang von Schwarzenfels genannt von Rothkirch-Trach | Höchstbesteuerte | 9               | auf Altenberga         | Rittergutsbesitzer, Kammerherr            |
| Otto Hase                                                        | Städte & Land    | 1, 1. Abteilung | Altenburg              | Rechtsanwalt, Justizrat                   |
| Richard Burkhardt                                                | Städte & Land    | 1, 2. Abteilung | Altenburg              | Mühlenbesitzer                            |
| Friedrich Meing                                                  | Städte & Land    | 1, 3. Abteilung | Altenburg              | Baumeister                                |
| Karl Hauschild                                                   | Städte & Land    | 2, 1. Abteilung | Ronneburg              | Amtsgerichtsrat, Justizrat                |
| Arthur Herbst                                                    | Städte & Land    | 2, 2. Abteilung | Meuselwitz             | Fabrikant                                 |
| Johann Gottfried Hüttig                                          | Städte & Land    | 2, 3. Abteilung | Gößnitz                | Zeugarbeiter                              |
| Johann Kühn                                                      | Städte & Land    | 3, 1. Abteilung | Garbisdorf             | Amtsvorsteher, Guts- und Gasthofsbesitzer |
| Mollo Kresse                                                     | Städte & Land    | 3, 2. Abteilung | Lehma                  | Amtsvorsteher, Gutsbesitzer               |
| Louis Helbig                                                     | Städte & Land    | 3, 3. Abteilung | Langenleuba-Niederhain | Zimmermeister, Amtsvorsteher              |
| Jakob Mälzer                                                     | Städte & Land    | 4, 1. Abteilung | Drogen                 | Gutsbesitzer, Amtsvorsteher               |
| Jacob Kahnt                                                      | Städte & Land    | 4, 2. Abteilung | Vollmershain           | Amtsvorsteher, Gutsbesitzer               |
| Karl Rother                                                      | Städte & Land    | 4, 3. Abteilung | Gessen                 | Gutsbesitzer, Amtsvorsteher               |
| Edmund Billing                                                   | Städte & Land    | 5, 1. Abteilung | Eisenberg              | Amtsgerichtsrat                           |
| Johannes Back                                                    | Städte & Land    | 5, 2. Abteilung | Roda                   | Bürgermeister, Justizrat                  |
| Julius Herrmann                                                  | Städte & Land    | 5, 3. Abteilung | Kahla                  | Rektor                                    |
| Ernst Baumgärtel                                                 | Städte & Land    | 6, 1. Abteilung | Reichardtsdorf         | Amtsvorsteher                             |
| Louis Köhler                                                     | Städte & Land    | 6, 2. Abteilung | Weißbach bei Roda      | Mühlenbesitzer, Amtsvorsteher             |
| Karl Opel                                                        | Städte & Land    | 6, 3. Abteilung | Hermsdorf              | Gemeindevorsteher, Holzhändler            |
| Karl Hermann von Beust                                           | Städte & Land    | 7, 1. Abteilung | auf Langenorla         | Rittergutsbesitzer, Kammerherr            |
| Konrad Ludwig Gerstenbergk                                       | Städte & Land    | 7, 2. Abteilung | Roda                   | Landrat, Geheimer Regierungsrat           |
| Karl Kärcher                                                     | Städte & Land    | 7, 3. Abteilung | Löbschütz              | Zimmermeister                             |